# سا پوبلا
سا پوبلا (کاتالونیایی: La Puebla؛ تلفظ کاتالان: [sə ˈpɔb:lə]) یک منطقهٔ مسکونی در اسپانیا است که در مایورکا واقع شده‌است.
سا پوبلا ۴۸٫۵۹ کیلومتر مربع مساحت دارد ۲۸ متر بالاتر از سطح دریا واقع شده‌است.